# Fleury (Oise)
Fleury és un municipi francès, situat al departament de l'Oise i a la regió dels Alts de França. L'any 2007 tenia 485 habitants.

## Demografia

### Població
El 2007 la població de fet de Fleury era de 485 persones. Hi havia 179 famílies de les quals 36 eren unipersonals (20 homes vivint sols i 16 dones vivint soles), 40 parelles sense fills, 79 parelles amb fills i 24 famílies monoparentals amb fills.
La població ha evolucionat segons el següent gràfic:
Habitants censats

### Habitatges
El 2007 hi havia 186 habitatges, 175 eren l'habitatge principal de la família, 6 eren segones residències i 5 estaven desocupats. 179 eren cases i 6 eren apartaments. Dels 175 habitatges principals, 143 estaven ocupats pels seus propietaris, 23 estaven llogats i ocupats pels llogaters i 9 estaven cedits a títol gratuït; 1 tenia una cambra, 9 en tenien dues, 29 en tenien tres, 53 en tenien quatre i 83 en tenien cinc o més. 138 habitatges disposaven pel capbaix d'una plaça de pàrquing. A 75 habitatges hi havia un automòbil i a 84 n'hi havia dos o més.

### Piràmide de població
La piràmide de població per edats i sexe el 2009 era:
| Homes | Edats   | Dones |
| ----- | ------- | ----- |
| 0     | 95 o +  | 0     |
| 0     | 90 a 94 | 0     |
| 0     | 85 a 89 | 8     |
| 4     | 80 a 84 | 4     |
| 4     | 75 a 79 | 4     |
| 4     | 70 a 74 | 4     |
| 8     | 65 a 69 | 4     |
| 4     | 60 a 64 | 12    |
| 8     | 55 a 59 | 8     |
| 32    | 50 a 54 | 20    |
| 24    | 45 a 49 | 20    |
| 28    | 40 a 44 | 24    |
| 12    | 35 a 39 | 20    |
| 12    | 30 a 34 | 20    |
| 8     | 25 a 29 | 16    |
| 24    | 20 a 24 | 12    |
| 24    | 15 a 19 | 8     |
| 28    | 10 a 14 | 20    |
| 24    | 5 a 9   | 16    |
| 8     | 0 a 4   | 8     |

## Economia
El 2007 la població en edat de treballar era de 328 persones, 241 eren actives i 87 eren inactives. De les 241 persones actives 219 estaven ocupades (121 homes i 98 dones) i 23 estaven aturades (14 homes i 9 dones). De les 87 persones inactives 27 estaven jubilades, 31 estaven estudiant i 29 estaven classificades com a «altres inactius».

### Ingressos
El 2009 a Fleury hi havia 174 unitats fiscals que integraven 482 persones, la mediana anual d'ingressos fiscals per persona era de 21.676 €.

### Activitats econòmiques
Dels 27 establiments que hi havia el 2007, 1 era d'una empresa alimentària, 1 d'una empresa de fabricació de material elèctric, 1 d'una empresa de fabricació d'altres productes industrials, 4 d'empreses de construcció, 4 d'empreses de comerç i reparació d'automòbils, 3 d'empreses de transport, 1 d'una empresa d'hostatgeria i restauració, 2 d'empreses d'informació i comunicació, 1 d'una empresa financera, 1 d'una empresa immobiliària, 3 d'empreses de serveis, 2 d'entitats de l'administració pública i 3 d'empreses classificades com a «altres activitats de serveis».
Dels 8 establiments de servei als particulars que hi havia el 2009, 2 eren paletes, 1 fusteria, 1 lampisteria, 1 perruqueria, 1 restaurant, 1 agència immobiliària i 1 saló de bellesa.
L'únic establiment comercial que hi havia el 2009 era una botiga de menys de 120 m².
L'any 2000 a Fleury hi havia 5 explotacions agrícoles.

## Equipaments sanitaris i escolars
El 2009 hi havia una escola elemental integrada dins d'un grup escolar amb les comunes properes formant una escola dispersa.

## Poblacions més properes
El següent diagrama mostra les poblacions més properes.